# Краонел
Краонел (фр. Craonnelle) насеље је и општина у североисточној Француској у региону Пикардија, у департману Ен (Пикардија) која припада префектури Лаон.
По подацима из 2011. године у општини је живело 109 становника, а густина насељености је износила 18,44 становника/km². Општина се простире на површини од 5,91 km². Налази се на средњој надморској висини од 100 метара (максималној 191 m, а минималној 56 m).

## Демографија
| 1962. | 1968. | 1975. | 1982. | 1990. | 1999. | 2011. |
| ----- | ----- | ----- | ----- | ----- | ----- | ----- |
| 52    | 89    | 92    | 80    | 97    | 111   | 109   |

График промене броја становника у току последњих година